# (11946) Bayle
(11946) Bayle est un astéroïde de la ceinture principale.

## Description
(11946) Bayle est un astéroïde de la ceinture principale. Il fut découvert par Eric Walter Elst le 15 août 1993 à Caussols. Il présente une orbite caractérisée par un demi-grand axe de 3,14 UA, une excentricité de 0,145 et une inclinaison de 0,519° par rapport à l'écliptique.
Il fut nommé en hommage au philosophe français Pierre Bayle (1647-1706).

## Compléments